# Maria Enriqueta Stuard
Maria Enriqueta Stuard (Palau de Saint James a Londres, 4 de novembre de 1631 - Palau de Whitehall a Londres, 24 de desembre de 1660) va ser princesa d'Orange i comtessa de Nassau com a esposa del príncep Guillem II d'Orange-Nassau. Era la filla gran del rei Carles I d'Anglaterra, Escòcia, i d'Irlanda i de la seva esposa, Enriqueta Maria de França. El seu únic fill, Guillem va succeir al seu marit com a Príncep d'Orange-Nassau i posteriorment va regnar com a rei d'Anglaterra, Irlanda i Escòcia.
Maria va ser la primera filla d'un sobirà britànic en ostentar el títol de Princesa Reial. Va ser també co-regent del seu fill com a Soberà Príncep d'Orange entre 1651 i 1660.

## Primers anys i matrimoni
El seu pare tenia ambiciosos plans per a ella, perquè desitjava casar-la amb el príncep d'Astúries, Baltasar Carlos, únic fill i hereu del rei Felip IV d'Espanya, mentre que el seu cosí, l'elector palatí Carlos Luis, era també un pretendent a la seva mà. Tanmateix, cap d'aquestes proposicions nupcials van arribar a concretar-se, sent aleshores compromesa amb el príncep Guillem de Nassau, fill i hereu de Frederic Enric, príncep d'Orange-Nassau i estatúder de les Províncies Unides. El matrimoni se celebrà el 2 de maig de 1641 a la Capella Reial del palau de Whitehall, a Londres, però l'enllaç no va ser consumat fins alguns anys més tard a causa de la seva joventut -la princesa tenia just uns 9 anys-.

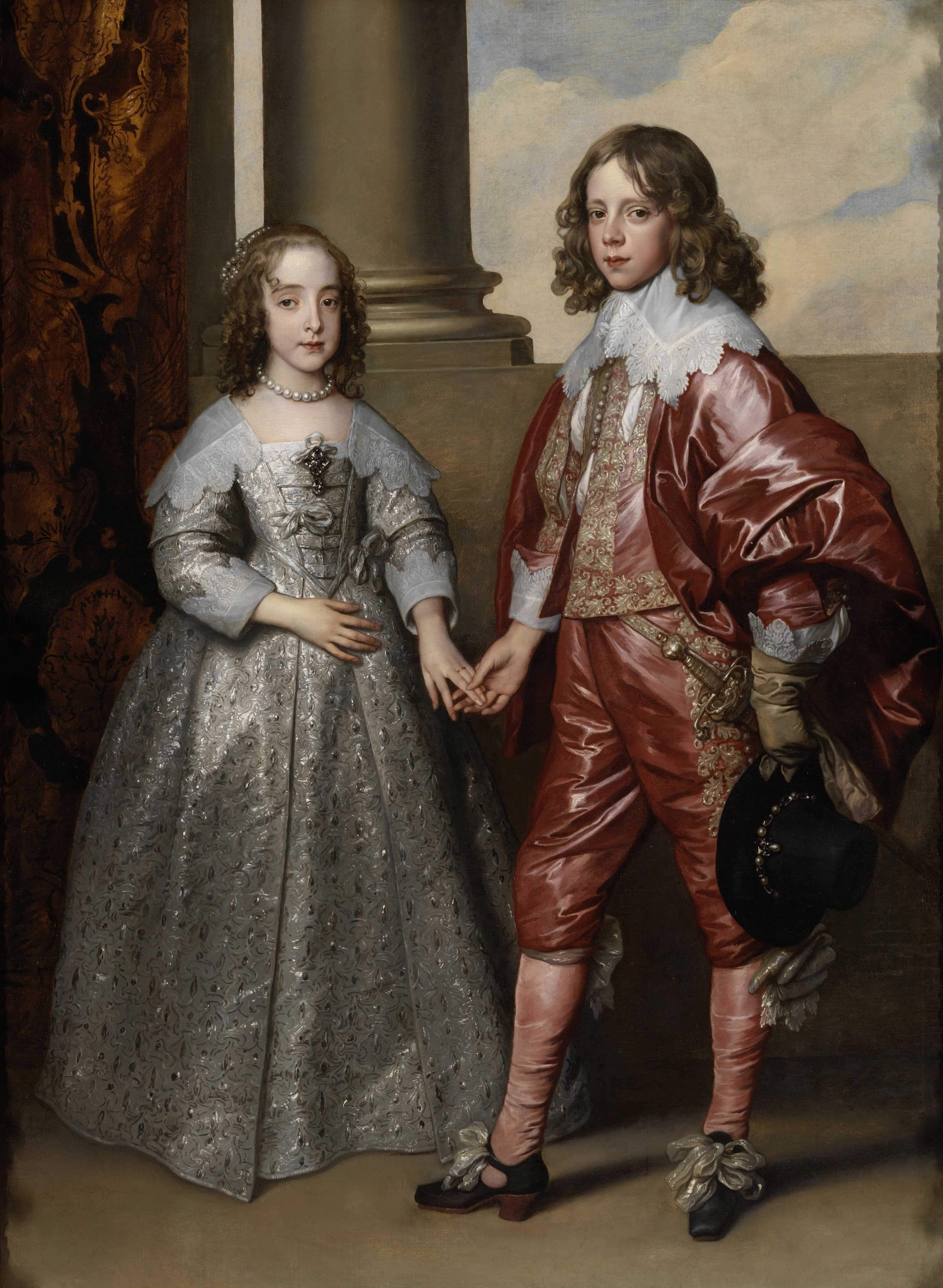
Retrat per commemorar l'esposori de Guillem i Maria, per Anthony van Dyck.

Carles I li atorga el títol de Princesa Reial el 1642, establint-se així la tradició que la filla gran del sobirà britànic portés la mencionada denominació. El títol va ser idea de la reina Enriqueta Maria, filla del rei Enric IV de França, en el seu desig d'imitar la forma amb què s'anomenava la filla gran del rei francès («Madame Royale»). Fins aleshores, les filles grans de reis anglesos i escocesos havien estat anomenades Lady o Princesa -les filles més joves dels sobirans britànics no ostentaven els títols de princeses ni van usar l'estil d'«Altesa Reial» fins a l'ascensió al tron de Jordi I de la Gran Bretanya el 1714).

## Política a Holanda
Tanmateix, en aquest mateix any de 1642, Maria parteix als Països Baixos amb la seva mare Enriqueta Maria, i el 1644, en la seva qualitat de jove de l'Estatúder, comença a formar part de la vida pública del país.
El 14 de març de 1647, el seu marit, Guillem II, succeeix al seu pare com a Estatúder. Tanmateix, el 8 de novembre de 1650, poc després d'intentar la presa d'Amsterdam de mans dels seus opositors polítics, ell va morir de verola. L'únic fill del matrimoni, Guillem -futur Guillem III d'Anglaterra-, va néixer vuit dies més tard, el 14 de novembre. Maria, ara princesa vídua d'Orange, és obligada a compartir la tutela del seu fill amb la seva àvia paterna, la comtessa Amàlia de Solms-Braunfels, i amb Frederic Guillem, elector de Brandenburg. Ella era impopular entre els neerlandesos a causa de la lleialtat i afecte que l'unia amb la seva família, els Stuard; finalment, l'opinió pública es va tornar completament en contra seva per l'hospitalitat que va demostrar als seus germans, els exiliats Carles II i el duc de York -futur Jaume II d'Anglaterra i VII d'Escòcia-, pel que es decideix prohibir-li rebre els seus parents. De 1654 a 1657, la princesa va passar la majoria del seu temps lluny d'Holanda. El 1657 ella es converteix en regent del principat d'Orange a nom del seu fill, però les dificultats de la seva posició la van conduir a implorar l'ajut de rei Lluís XIV de França; el rei francès accepta a canvi que se li lliuri el control total sobre el principat.

## Últims anys i mort
La restauració de Carles II a Anglaterra el 29 de maig de 1660, aconsegueix garantir i consolidar la posició de la princesa vídua i del seu fill als Països Baixos. El setembre del 1660, ella parteix cap a Anglaterra per visitar el seu germà. Poc després, cau malalta de verola.
Va morir al palau de Whitehall, el 24 de desembre de 1660, als 29 anys, estant sepultada a l'abadia de Westminster.